# Kvantum-elektrodinamika
A kvantum-elektrodinamika (QED) az elektrodinamika, azaz a részecskék elektromágneses kölcsönhatásának kvantumelmélete. Ez az első, a fizikai valóságot sikeresen leíró kerek kvantumtérelmélet, ami Feynman, Dyson, Tomonaga és Schwinger munkássága alapján nyerte el végső formáját az 1940-es évektől kezdődően, folytatódva az 1950-es években, s amiért 1965-ben Feynman, Tomonaga és Schwinger megosztott fizikai Nobel-díjat kapott.
Az elmélet felépítéséhez a kvantumelmélet keretei között a hatáselvet alkalmazzuk, azaz a klasszikus elektrodinamika által szolgáltatott energiakifejezésekből felépítjük a Lagrange-függvényt, amit a klasszikus mértékszabadság kvantumelméleti alkalmazásával teszünk teljessé.

## Története
A kvantummechanika fejlődése a fény kettős természetének felismerésével: a feketetest-sugárzás (Max Planck 1900) és a fotoeffektus magyarázatával (Albert Einstein 1905), a foton felfedezésével kezdődött. Az elektromágneses kölcsönhatás alapvető szerepet játszott a kvantummechanika, s ugyanakkor a speciális relativitáselmélet megszületésében. Louis de Broglie (1924) tette általánossá a hullám-részecske kettősség elvét, kimondva, hogy minden anyagi részecskének van hullámtermészete is.
Egy tömegpontot nemrelativisztikus esetben a Schrödinger-egyenlet (Erwin Schrödinger, 1926), relativisztikus esetben a Dirac-egyenlet (Paul Dirac, 1928) ír le. A hidrogénatom színképvonalait (energiaszintjeit) a nemrelativisztikus egyenlet nem túl jól közelíti (más atomokra és molekulákra már pontosabb eredményt ad), a relativisztikus egyenletből adódó eredmények pontossága jó bizonyítéka a relativitáselméletnek. Ezek az egyenletek azonban az elektromágneses teret a Hamilton-operátorba tett energiatagként („klasszikus” potenciálként) kezelik, s nem alkalmasak a fotonnak, mint részecskének a leírására a foton fénysebessége és nulla tömege miatt. 
Lehetséges azonban kvantálni (kanonikus kvantálás) a harmonikus oszcillátor analógiájára a Maxwell-egyenletekből származó energiakifejezést (Werner Heisenberg, Max Born, Pascual Jordan 1926, úgyhogy tiszta sugárzási tér esetén a „Schrödinger-egyenlet” szerepét tulajdonképpen a Maxwell-egyenletek játsszák. Jordan 1927-ben általánosította a kanonikus kvantálás módszerét részecsketerekre és a második kvantálás nevet adta neki. A kanonikus kvantálás során a hullámfüggvényben (részecske)keltő és eltüntető operátorok jelennek meg, ami lehetővé teszi a kölcsönhatás során változó részecskeszám leírását. Vladimir Fock 1928-ban konstruálta meg a részecskeszámok változását leíró Hilbert-teret amit Dirac nevezett el Fock-térnek vagy Fock-reprezentációnak. Ezt betöltési szám reprezentációként is ismerjük.
Ezeken az alapokon egymástól függetlenül 1946-ban Tomonaga és 1948-ban Schwinger felépítette a kvantumelektrodinamika kerek elméletét. Ennek során perturbációszámítással tetszőleges pontossággal tudták reprodukálni a kísérleti eredményeket, miután megoldottak egy rémítő problémát. A számolások magasabb rendjében ugyanis a „korrekciók” végtelennek adódtak. Rájöttek azonban, hogy ez az elektron sajáttömegének és sajáttöltésének végtelen volta miatt van így (ld. klasszikus elektronsugár). Amit a kvantumelektrodinamikai számítások során a Lagrange-függvényben viszont az ún. csupasz tömeg és csupasz töltés van jelen, s a két végtelen mennyiség „különbsége” adja a megfigyelhető tömeget és töltést. Az összes fellépő végtelen ezen két típus valamelyikébe tartozott, így a végtelenek konzekvens módon eltávolíthatónak bizonyultak. Eljárásukat renormálásnak hívjuk.
Feynman más úton, operátorok helyett útintegrálok segítségével építette fel a kvantumelektrodinamikát és megmutatta, hogy közvetlenül a Lagrange-függvény alapján gráftechnikájával (Feynman-gráf) felépíthető az összes lehetséges kezdő és végállapotra az összes közbülső állapotra (alapállapot és korrekciók) vonatkozó valószínűségi integrálkifejezés. Erről a technikáról Dyson (például Dyson-operátor vagy időfejlesztő operátor) mutatta meg, hogy ekvivalens Tomonaga és Schwinger módszerével. Feynman, Tomonaga és Schwinger 1965-ben Nobel-díjat kaptak.

## Töltött részecske mozgásegyenlete

### Nemrelativisztikus egyenlet (Schrödinger-egyenlet)
Töltés nemrelativisztikus mozgását elektromágneses térben a kvantummechanika első általános egyenlete, a Schrödinger-egyenlet írja le. A szabad tömegpont egyenletét:
{\displaystyle i\hbar {\frac {\partial \Psi }{\partial t}}={\hat {H}}\Psi },   ahol   {\displaystyle {\hat {H}}={\hat {T}}={\frac {{\hat {\mathbf {P} }}^{2}}{2m}}=-{\frac {\hbar ^{2}}{2m}}({\frac {\partial ^{2}}{\partial x^{2}}}+{\frac {\partial ^{2}}{\partial y^{2}}}+{\frac {\partial ^{2}}{\partial z^{2}}})}
ki kell egészítenünk egy kölcsönhatási taggal, ami például elektromos tér esetén az elektromos potenciállal írható le:
{\displaystyle i\hbar {\frac {\partial \Psi }{\partial t}}=({\hat {T}}+{\hat {V}})\Psi ={\hat {H}}\Psi }
Hidrogénatom esetén koordinátareprezentációban:
{\displaystyle {\hat {V}}=-{\frac {1}{r}}}
{\displaystyle \Psi =\Psi (\mathbf {x} ,t)\cdot \Psi ^{a}} az elektron hullámfüggvénye, ami egy hely- és egy spinfüggő rész szorzataként írható fel nemrelativisztikus esetben. Általában itt a hullámfüggvény két része egymástól függetlenül kezelhető. A spinhullámfüggvény egy kétdimenziós általában konstans spinor.

### Relativisztikus egyenlet (Dirac-egyenlet)
A speciális relativitáselméletben az energia és az impulzus egy négyesvektort alkot, ezért csak olyan egyenlet lehet Lorentz-kovariáns, amiben az energia és az impulzus azonos rendben, méghozzá lineárisan szerepelnek. A Schrödinger-egyenlet nem jó, mert abban az impulzus négyzete szerepel. Ha viszont a relativisztikus energia-impulzus-tömeg kifejezésből indulunk ki:
{\displaystyle E^{2}-p^{2}=(E-p)\cdot (E+p)=m^{2}}
akkor ezt operátorosítva az energiát és az impulzust (ill. azok operátorát) is másodrendben találnánk egyenletünkben. „Gyököt” vonhatunk azonban az egyenletből Dirac ötlete nyomán úgy, hogy két impulzusreprezentációbeli egyenletehez jutunk, ahol a fenti kifejtésnek megfelelően már minden mennyiség lineárisan szerepel:
{\displaystyle (E+\mathbf {p} {\boldsymbol {\sigma }})\eta =m\xi }
{\displaystyle (E-\mathbf {p} {\boldsymbol {\sigma }})\xi =m\eta }
ahol {\displaystyle {\boldsymbol {\sigma }}} a Pauli-mátrixokat jelöli, η és ξ pedig spinorok és ketten együtt alkotják a hullámfüggvényt. Tulajdonságaikat megvizsgálva láthatnánk, hogy transzformációs tulajdonságaik olyanok, mint egymás komplex konjugáltjaié. Megduplázódik a hullámfüggvény dimenziója, mivel a „komplex konjugált hullámfüggvény” transzformációja nem vezethető le a „hullámfüggvény” egyenletéből. Ez azért van, mert a nemrelativisztikus kvantummechanikával szemben most a hullámfüggvény és komplex konjugáltjának szorzata, ami egy valószínűségsűrűség, nem skalármennyiség, hanem egy négyesáramsűrűség időszerű komponense, s így elesik egy unitaritási feltétel a kétféle hullámfüggvény között. Egy tértükrözés viszont felcseréli a kétféle spinor transzformációs tulajdonságait, ezért ha a tértükrözéseket (ld. paritás) is magában foglaló leírást akarunk, akkor mindkét spinorra szükségünk van. A két – kétkomponensű – spinort egyesíteni lehet tehát egy – négykomponensű – bispinorba vagy Dirac-spinorba, legyen ez a hullámfüggvény.
A Dirac-egyenlet felírható időderiváltra kifejezett alakban {\displaystyle \hbar =c=1} egységrendszerben:
{\displaystyle i{\frac {\partial \Psi }{\partial t}}={\hat {H}}\Psi }
ahol Ψ bispinor és impulzusreprezentációban:
{\displaystyle {\hat {H}}=\gamma ^{0}{\boldsymbol {\gamma }}\mathbf {p} +\gamma ^{0}m={\boldsymbol {\alpha }}\mathbf {p} +\beta m}
ahol {\displaystyle \gamma ^{0},{\boldsymbol {\gamma }}} a négy Dirac-mátrix. 
A Dirac-egyenlet koordinátareprezentációban, átalakítva explicit kovariáns alakba:
{\displaystyle (i\gamma ^{\mu }\partial _{\mu }-m)\psi =0}

## A Lagrange-függvény felépítése
Induljunk ki a Dirac-egyenlet koordináta-reperezentációbeli fenti alakjából. Triviálisan látható, hogy ez a következő Lagrange-függvényből származtatható a hatáselv segítségével:
{\displaystyle {\mathcal {L}}_{elektron}={\bar {\psi }}(i\gamma ^{\mu }\partial _{\mu }-m)\psi }
ahol {\displaystyle {\bar {\psi }}=\psi ^{*}\gamma ^{0}} a hullámfüggvény adjungáltja, azaz a komplex konjugált szorzata a nulladik Dirac-mátrixszal. Az adjungált a fentebb elmondottak szerint önállóan transzformálódik, ezért önállóan variálható a hatáselv alkalmazása során, s miután ennek a deriváltja nem szerepel a Lagrange-függvényben, az ennek megfelelő Euler-Lagrange-egyenlet tényleg triviálisan a fenti Dirac-egyenlet. A sugárzási térre (fotonra) a klasszikus (maxwelli) elektrodinamika energiakifejezését használjuk:
{\displaystyle {\mathcal {L}}_{foton}=-{\frac {1}{4}}F_{\mu \nu }F^{\mu \nu }}   ahol   {\displaystyle F_{\mu \nu }=\partial _{\mu }A_{\nu }-\partial _{\nu }A_{\mu }\,\!}
A foton Lagrange-függvényére teljesül a mértékszabadság követelménye, amit úgy terjeszthetünk ki az elektronra is, ha a deriváltat kovariáns derivaltra cseréljük:
{\displaystyle \partial _{\mu }\rightarrow D_{\mu }=\partial _{\mu }-ieA_{\mu }}
Ez a csere egyébként megtehető a foton Lagrange-függvényében is, de annak alakján nem változtat, mert az új tagok kiejtik egymást (ezért nincs a fotonoknak önkölcsönhatása, mert abeli a mértékcsoport), azaz igaz a következő:
{\displaystyle F_{\mu \nu }=D_{\mu }A_{\nu }-D_{\nu }A_{\mu }\,\!}
Végeredményben az elektront és fotont tartalmazó kvantumelektrodinamika Lagrange-függvénye:
{\displaystyle {\mathcal {L}}={\bar {\psi }}(i\gamma ^{\mu }D_{\mu }-m)\psi -{\frac {1}{4}}F_{\mu \nu }F^{\mu \nu }}
Különös jelentősége van a mértékszabadság kirovásakor fellépő új tagnak, ez írja le a foton és az elektron kölcsönhatását:
{\displaystyle {\mathcal {L}}_{kh}={\bar {\psi }}e\gamma ^{\mu }A_{\mu }\psi }

## Feynman-gráfok
A Feynman-gráfok vagy Feynman-diagramok az útintegrálok technikájában az integrál elemeivel (integrálás, propagátorok, szorzótényezők, változók) való egy-egyértelmű megfeleltetésből származtathatók, s a Lagrange-függvényben előforduló anyagi (elektron) és sugárzási (foton) mezőkkel is egy-egyértelmű szemléletes összefüggésbe hozhatók. A lényeg a következőkben összegezhető. A Lagrange-függvény minden tagja megfelel egy vertexnek, amiben annyi részecskevonal találkozik, ahány mező (ugyanaz vagy különböző) az illető tagban előfordul. 
Ha két ilyen mező van, akkor ez nem igazi vertex, hiszen a bejövő mező ki is megy, azaz ez az illető mező (részecske) szabad terjedése. Ilyen tagban mindig azonos típusú részecskék fordulnak elő, különben megmaradási tétel sérülne, hiszen egy részecske spontán módon másikká alakulna külső hatás nélkül. Ilyenek a fenti szabad elektront és fotont leíró Lagrange-függvények.
A mértékszabadság elektronra való kiterjesztésekor, a kovariáns deriváltra való áttéréskor fellépő kölcsönhatási tag viszont egy foton és két elektronvonalat tartalmaz. Ez egy igazi három részecskés vertex, ami a kvantumelektrodinamika egyetlen kölcsönhatási vertexe. Itt látjuk, hogy a kölcsönhatás szorosan kötődik a sugárzási mezőhöz, vagy mértékmezőhöz (jelen esetben a fotonhoz), hiszen ennek mértékszabadságát kiterjesztve az anyagi mezőkre jön létre az anyagi mezők kölcsönhatása.
Több alapgráfból tetszőleges nagyságú összetett diagramok felépíthetők úgy, hogy két-két alapgráf egy-egy azonos típusú vonalát összekötjük, s így újabb lehetséges fizikai folyamatok jönnek létre. Az alábbi első két gráf két, a harmadik három alapgráfból rakható össze:
|  |  |  |  |  |  |  |

## Renormálás
Egy kiválasztott fizikai folyamathoz mindig tartozik egy olyan gráf, amiben nem lépnek fel a fentihez hasonló hurkok. Ez az illető folyamat fagráfja, amihez a korrekciókat a végtelen számban beilleszthető hurkok jelentik. Ezeknek a hurkoknak a hozzájárulása azonban végtelennek adódik, ellentétben azzal a várakozással, hogy minél magasabb rendű a járulék, annál kisebb korrekciót szolgáltasson. A kvantumelektrodinamika abban a szerencsés helyzetben van, hogy ezek a végtelenek beledefiniálhatók az elektron tömegébe és töltésébe, mert mindig azokkal ugyanolyan alakú kifejezésben lépnek fel, akármilyen korrekciót is számolunk. Így mondhatjuk, hogy nemcsak a korrekciók által szolgáltatott saját tömeg (ld. még klasszikus elektronsugár) és saját töltés végtelen, hanem a Lagrange-függvényben fellépő csupasz tömeg és csupasz töltés is. Azért hívjuk ezeket csupasz mennyiségeknek, mert hiányzik körülük az őket „felöltöztető” elektromágneses kölcsönhatás korrekciója, amit a magasabb rendű járulékok hurkai szolgáltatnak. Feynman a „pucér elektronról” és „fotonruhájáról” beszélt. A saját és csupasz mennyiségek együtt viszont a megfigyelhető vagy renormált töltéshez és tömeghez vezetnek, amiket kísérletileg kell meghatároznunk. A kvantumelektrodinamika ezen renormálása a véletlen – azaz a Lagrange-függvény konkrét alakjának – következménye, más térelméletekben ez nincs feltétlenül így. A renormálhatóság nagyon fontos feltétele egy térelmélet használhatóságának, azaz jóságának.

## A kvantumelektrodinamika hiányosságai
Önmagában véve, saját hatókörében a kvantumelektrodinamika a legjobb létező térelmélet, egyes jóslatait a kísérletek 12 tizedesjegy pontossággal ellenőrizték. Problémái megegyeznek a standard modell problémáinak rá is vonatkozó részével:
- Nem magyarázza meg az elektromos töltés kvantáltságát.
- A csatolási állandó (elemi töltés) értéke az energiával növekszik. Ez nyilván nem tarthat a végtelenig, mi történik végül egy nagy energián?